# Paraguarí
Paraguarí é um departamento do Paraguai. Sua capital é a cidade de Paraguarí.

## Distritos
O departamento está dividido em 17 distritos:
- Acahay
- Caapucú
- Carapeguá
- Escobar
- General Bernardino Caballero
- La Colmena
- Mbuyapey
- Paraguarí
- Pirayú
- Quiindy
- Quyquyhó
- San Roque González de Santa Cruz
- Sapucai
- Tebicuarymí
- Yaguarón
- Ybycuí
- Ybytymí

## Demografia
- população urbana: 21.9 %
- taxa de crescimento populacional: -0.07 %
- taxa de alfabetização: 89.4 %